# Óleo essencial

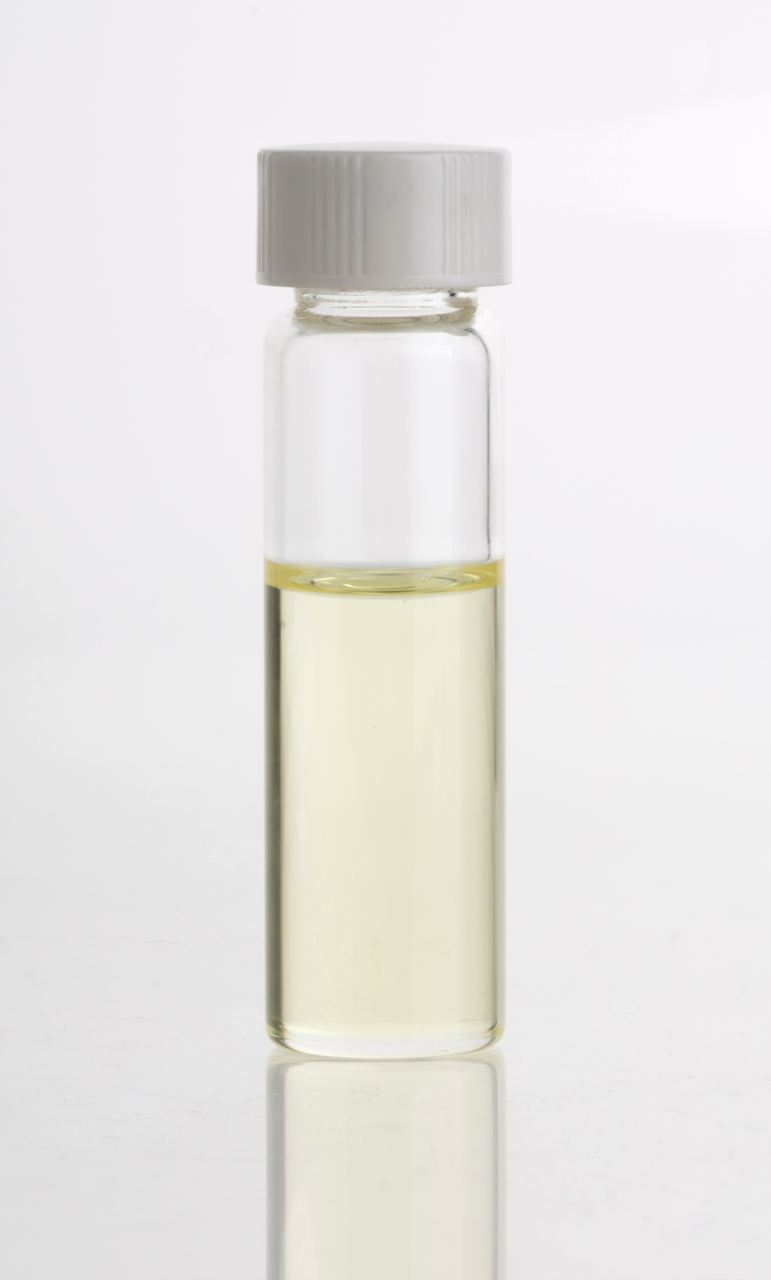
Frasco contendo óleo Essencial de Sândalo

Um óleo essencial é um líquido hidrófobo que contém compostos químicos voláteis obtidos a partir de plantas. São também denominados óleos voláteis, óleos etéreos ou denominados em função da planta da qual são extraídos, como o óleo de citronela. O termo "essencial" refere-se à característica de conter a a fragrância característica, ou "essência", da planta da qual deriva. O termo "essencial" usado neste contexto não significa indispensável ou utilizável pelo corpo humano, ao contrário do que acontece com os termos aminoácido essencial ou ácido gordo essencial, que são assim denominados por serem imprescindíveis para a nutrição de um organismo vivo. Sua composição básica são metabólitos secundários produzidos pela planta, que conferem suas características organolépticas (podem ser facilmente percebidas pelos nossos sentidos).
Os óleos essenciais são geralmente extraídos pelo método de destilação, na maior parte dos casos destilação a vapor. Entre outros métodos usados estão a extração por solvente, resinagem e também através da prensagem do pericarpo, como no caso dos frutos cítricos. Diversas partes das plantas podem conter metabólitos secundários, como nas flores (rosas), folhas (eucalipto), cascas (canela), rizomas (gengibre) e frutos (laranja).
São bastante usados na indústria da perfumaria, cosméticos, sabonetes, alimentação e como coadjuvantes em medicamentos.
São também usados em aromaterapia, uma forma de medicina alternativa que alega que os compostos aromáticos têm propriedades medicinais. Embora a aromaterapia possa induzir relaxamento, não há evidências de que os óleos essenciais sejam eficazes no tratamento de qualquer problema de saúde. A utilização incorreta de óleos essenciais pode causar reações alérgicas e irritação da pele, sendo as crianças particularmente susceptíveis.
Muitos aspectos afetam diretamente a composição e qualidade dos óleos essenciais. Condições ambientais como a quantidade de luz e temperatura (muito ligado à sazonalidade) alteram diretamente a taxa fotossintética do vegetal, influenciando na quantidade de compostos produzidos a partir da série de reações da fotossíntese.
O nível de desenvolvimento da planta também é um fator crucial, já que o organismo fotossintetizante pode passar a produzir determinados compostos só em idade imatura, para proteção das partes mais jovens, ou em idade avançada, para evitar, por exemplo, a predação por algum herbívoro. O horário de coleta também é importante de ser levado em consideração, pois alguns óleos podem não ser produzidos em quantidade esperada em alguns horários do dia. A quantidade de água e nutrição afeta diretamente o desenvolvimento do vegetal, então são fatores que afetam a produção de óleos essenciais. O pós-colheita é um ponto crucial no preparo e extração de óleos vegetais, já que dependendo da espécie vegetal coletada e a parte de interesse, terão que ter um tipo distinto de armazenamento e posterior extração de óleo essencial. Então é muito mais complexo a qualificação e extração de óleos essenciais presentes nas espécies vegetais.
Existem por volta de 300 óleos essenciais de importância comercial no mundo.  Os 4 grandes produtores mundiais de óleos essenciais são: Brasil, Índia, China e Indonésia. O Brasil ganha lugar de destaque devido aos óleos essenciais de cítricos, que são subprodutos da indústria de sucos.

### Óleos essenciais de cítricos

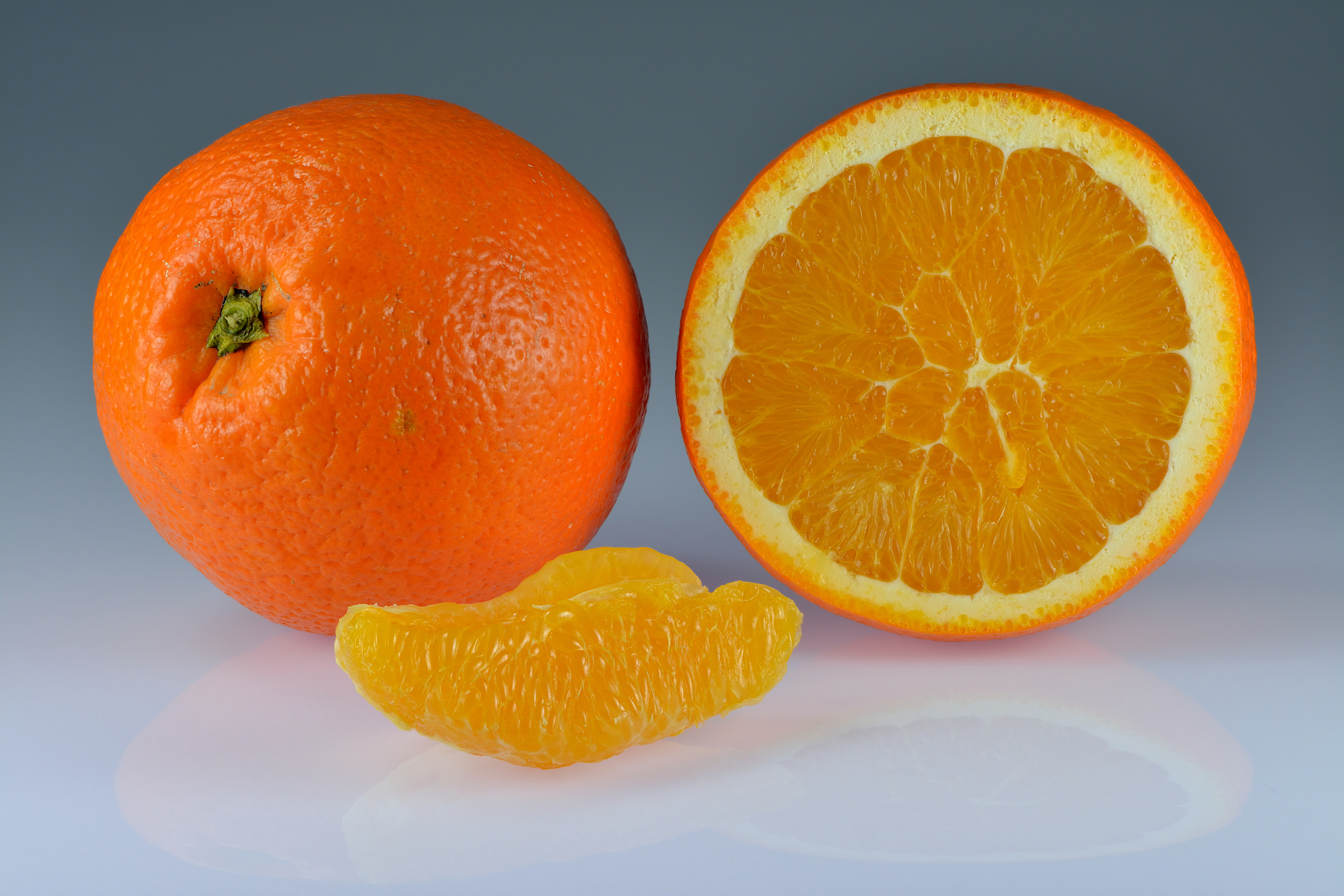
Laranja

A principal fruta cítrica cultivada no mundo é a laranja. Sua produção e utilização no mercado alimentício se concentra em alguns países, sendo o Brasil o maior produtor entre eles. Aproximadamente 70% da produção de laranjas é processado e 30% vai para o consumo interno. O óleo essencial de laranja é extraído do pericarpo (casca) do fruto, sendo um subproduto da indústria do suco. Derivados de óleo essencial de laranja são usados em perfumaria, sabonetes, na área farmacêutica em geral, na produção de materiais de limpeza, balas e bebidas. Para cada tonelada de laranja, são obtidos 4 kg de óleo essencial. Existem padrões de qualidade a serem seguidos para a produção do óleo de laranja (ISO 3140:2005). O principal exportador de óleo essencial de laranja para os Estados Unidos é o Brasil, sendo São Paulo o principal produtor do país.
Análise química por GC-MS
Os óleos essenciais são normalmente idenficados por cromatografia gasosa acoplada a espectrômetro de massa, pois possuem compostos voláteis.